# 김화 고씨
김화 고씨(金化高氏)는 강원특별자치도 철원군을 본관으로 하는 한국의 성씨이다.
시조는 고언(高彦)으로, 이후 김화 고씨는 제주 고씨와 합본했다

## 참고 자료
- “김화고씨(金化高氏)”. 뿌리를 찾아서.[깨진 링크(과거 내용 찾기)]